# گندمک جنگلی
گندمک جنگلی (نام علمی: Stellaria nemorum) نام یک گونه از سرده گندمک است.